# Homokpusztai szöcske
A homokpusztai szöcske (Montana montana) a fürgeszöcskék családjába tartozó, Eurázsiában honos szöcskefaj.

## Megjelenése
A homokpusztai szöcske testhossza a hím esetében 12-15 mm, a nőstény 16-18 mm, ehhez járul még a 9-11 mm-es tojócső. Alapszíne szürkésbarna vagy világosbarna, de a fej, a torpajzs és a hátsó lábak zöldek is lehetnek. A torpajzs oldalsó lebenyének alsó és hátsó peremén széles világos sáv fut végig. A potroh általában világosabb árnyalatú, a potrohszelvények oldalán háromszögletű, sötét foltok láthatók. A sötét foltos szárny a potroh végéig ér vagy kissé túlnyúlik rajta. A hím cersusának töve megvastagodott, itt található a befelé mutató fog is. A nőstény tojócsöve világosbarna, kissé felfelé ívelő, élei sötétek.
Éneke halk ciripelések sorozata. Egy cirpelés legfeljebb 4 másodpercig tart, közöttük rövid (max. 4 másodperces) szünetekkel. 

### Hasonló fajok
A szürke rétiszöcske, a púposhasú rétiszöcske vagy a sávos rétiszöcske hasonlíthat rá.

## Elterjedése
Eurázsiában honos Kelet-Németországtól és Kelet-Ausztriától Dél-Ukrajna és Dél-Oroszország sztyeppövezetén keresztül egészen Kelet-Ázsiáig. Magyarországon inkább az Alföldön gyakoribb, de a Dunántúlon (pl. a Bakonyban) is megtalálható. 

## Életmódja
Ritkás vegetációjú, száraz és meleg gyepek, sztyeppek, sziklagyepek, homokpuszták lakója. Többnyire a talajszinten mozog vagy a fűszálakon napozik. Nappal aktív.
Kifejlett példányaival júniustól novemberig lehet találkozni. 
Magyarországon nem védett.